# National Provincial Championship Division 3 2001
La National Provincial Championship Division 3 2001 fue la decimoséptima edición de la tercera división del principal torneo de rugby de Nueva Zelanda.

## Sistema de disputa
Los equipos enfrentan a los equipos restantes de su zona en una sola ronda.
Los primeros cuatro puestos clasifican a semifinales para posteriormente disputar la final entre los dos ganadores de las semifinales, el ganador de la final se corona campeón.

## Clasificación
Tabla de posiciones
| Pos. | Equipo            | Encuentros | Encuentros | Encuentros | Encuentros | Tantos | Tantos | Tantos | PB | PB | Puntos |
| Pos. | Equipo            | PJ         | PG         | PE         | PP         | F      | C      | Dif    | BO | BD | Puntos |
| ---- | ----------------- | ---------- | ---------- | ---------- | ---------- | ------ | ------ | ------ | -- | -- | ------ |
| 1.º  | North Otago       | 6          | 6          | 0          | 0          | 231    | 59     | +172   | 3  | 0  | 27     |
| 2.º  | South Canterbury  | 6          | 5          | 0          | 1          | 211    | 80     | +131   | 3  | 0  | 23     |
| 3.º  | Wairarapa Bush    | 6          | 3          | 0          | 3          | 131    | 78     | +53    | 2  | 2  | 16     |
| 4.º  | Poverty Bay       | 6          | 3          | 0          | 3          | 139    | 143    | -4     | 2  | 2  | 16     |
| 5.º  | Buller            | 6          | 3          | 0          | 3          | 93     | 83     | +10    | 2  | 0  | 14     |
| 6.º  | Horowhenua-Kapiti | 6          | 1          | 0          | 5          | 91     | 231    | -140   | 1  | 0  | 5      |
| 7.º  | West Coast        | 6          | 0          | 0          | 6          | 54     | 276    | -222   | 0  | 0  | 0      |

|  | Semifinalistas. |

### Semifinales
| 14 de octubre | Wairarapa Bush | 14 - 18 | South Canterbury |  |  |

| 14 de octubre | North Otago | 43 - 20 | Poverty Bay |  |  |

### Final
| 22 de octubre | North Otago | 16 - 20 | South Canterbury |  |  |

| Bandera de Nueva Zelanda |
| Campeón South Canterbury |
| Tercer título            |